# Comanche (Oklahoma)
Comanche – miasto w Stanach Zjednoczonych, w stanie Oklahoma, w hrabstwie Stephens.